# Pelle Lindberg
Pelle Lindberg, född 1940, död september 2006, var en svensk reklamman och pedagog.
Pelle Lindberg utbildade sig på 1960-talet på Den Grafiske Höjskole i Köpenhamn med bland andra den tyske grafikern Hermann Zapf som lärare. . Därefter arbetade han som reklamtecknare på Hera Annonsbyrå i Stockholm och senare på Falk & Pihl Annonsbyrå. Parallellt var han  huvudlärare, och senare rektor, på Anders Beckmans skola i Stockholm under 1970- och 1980-talen.
Han grundade tillsammans med Pia Forsberg 1990 Forsbergs skola för utbildning av grafiska formgivare i Stockholm.
Pelle Lindberg var gift med Pia Forsberg under en period från 1982.